# Journée des éveilleurs du peuple
La Journée des éveilleurs du peuple ou Journée des éveilleurs nationaux (en bulgare : Ден на народните будители) est une fête et jour férié en Bulgarie. Elle est célébrée comme un jour ouvrable, sauf pour les étudiants qui le célèbrent solennellement et en dehors de l'école,. Elle est célébrée chaque année par des processions aux flambeaux le 1er novembre.
À partir du 1er novembre 1922, ce jour est rendu hommage au travail des écrivains, des éducateurs, des dirigeants de la Renaissance bulgare, conduit à la libération de la Bulgarie et aidé à la libération nationale, préservé au fil des siècles les valeurs spirituelles des Bulgares à leur manière de la vie, des traditions et de la morale.
Au sens étroit, la fête se réduit aux pionniers de cette œuvre lors de la Renaissance bulgare précoce, qui ont allumé l'étincelle du réveil populaire.